# Restaurant Magazine
Restaurant Magazine is een Brits horecatijdschrift bedoeld voor restauranteigenaars, koks, voedselindustrie en cateringzaken.
Het is vooral gekend voor zijn jaarlijkse lijst van "Beste restaurant ter wereld" (The World's 50 Best Restaurants) opgesteld aan de hand van een 800-tal stemmen van andere koks en critici. Er bestaat echter geen voorgeselecteerde keuzelijst waardoor het alle richtingen uit kan.
Daarnaast worden jaarlijks ook andere prijzen uitgereikt waaronder "Lifetime achievement" en "Beste vrouwelijke kok".

## Beste restaurants ter wereld
De lijst van The World's 50 Best Restaurants zoals jaarlijks gepubliceerd in Restaurant Magazine.
Deze lijst wordt opgesteld sinds 2002.
| Jaar | 1e                                      | 2e                                              | 3e                                      | 4e                                       | 5e                                                 | 6e                              | 7e                                                 | 8e                                              | 9e                                                 | 10e                                     | België                                                             | Nederland                    |
| 2022 | Geranium ( Denemarken)                  | Central Restaurante ( Peru)                     | Disfrutar ( Spanje)                     | Diverxo ( Spanje)                        | Pujol ( Mexico)                                    | Asador Etxebarri ( Spanje)      | A Casa do Porco ( Brazilië)                        | Lido 84 ( Italië)                               | Quintonil ( Mexico)                                | Le Calandre ( Italië)                   | The Jane 23e Hof Van Cleve 27e Hertog Jan at Botanic Sanctuary 93e | /                            |
| 2021 | Noma ( Denemarken)                      | Geranium ( Denemarken)                          | Asador Etxebarri ( Spanje)              | Central ( Peru)                          | Disfrutar ( Spanje)                                | Frantzén ( Zweden)              | Maido ( Peru)                                      | Odette ( Senegal)                               | Pujol ( Mexico)                                    | The Chairman ( China)                   | Hof Van Cleve 36e                                                  | /                            |
| 2019 | Mirazur ( Frankrijk)                    | Noma ( Denemarken)                              | Asador Etxebarri ( Spanje)              | Gaggan ( Thailand)                       | Geranium ( Denemarken)                             | Central ( Peru)                 | Mugaritz ( Spanje)                                 | Arpège ( Frankrijk)                             | Disfrutar ( Spanje)                                | Maido ( Peru)                           | Hof Van Cleve 43e                                                  | De Librije 46e               |
| 2018 | Osteria Francescana ( Italië)           | El Celler de Can Roca ( Spanje)                 | Mirazur ( Frankrijk)                    | Eleven Madison Park ( Verenigde Staten)  | Gaggan ( Thailand)                                 | Central ( Peru)                 | Maido ( Peru)                                      | Arpège ( Frankrijk)                             | Mugaritz ( Spanje)                                 | Asador Etxebarri ( Spanje)              | Hof Van Cleve 63e                                                  | De Librije 51e               |
| 2017 | Eleven Madison Park ( Verenigde Staten) | Osteria Francescana ( Italië)                   | El Celler de Can Roca ( Spanje)         | Mirazur ( Frankrijk)                     | Central ( Peru)                                    | Asador Etxebarri ( Spanje)      | Gaggan ( Thailand)                                 | Maido ( Peru)                                   | Mugaritz ( Spanje)                                 | Steirereck ( Oostenrijk)                | Hof Van Cleve 50e                                                  | /                            |
| 2016 | Osteria Francescana ( Italië)           | El Celler de Can Roca ( Spanje)                 | Eleven Madison Park ( Verenigde Staten) | Central ( Peru)                          | Noma ( Denemarken)                                 | Mirazur ( Frankrijk)            | Mugaritz ( Spanje)                                 | Nariswa ( Japan)                                | Steirereck ( Oostenrijk)                           | Asador Etxebarri ( Spanje)              | /                                                                  | De Librije 38e               |
| 2015 | El Celler de Can Roca ( Spanje)         | Osteria Francescana ( Italië)                   | Noma ( Denemarken)                      | Central ( Peru)                          | Eleven Madison Park ( Verenigde Staten)            | Mugaritz ( Spanje)              | Dinner by Heston Blumenthal ( Verenigd Koninkrijk) | Nariswa ( Japan)                                | D.O.M ( Brazilië)                                  | Gaggan ( Thailand)                      | /                                                                  | /                            |
| 2014 | Noma ( Denemarken)                      | El Celler de Can Roca ( Spanje)                 | Osteria Francescana ( Italië)           | Eleven Madison Park ( Verenigde Staten)  | Dinner by Heston Blumenthal ( Verenigd Koninkrijk) | Mugaritz ( Spanje)              | D.O.M ( Brazilië)                                  | Arzak ( Spanje)                                 | Alinea ( Verenigde Staten)                         | The Ledbury ( Verenigd Koninkrijk)      | Hof Van Cleve 45e In de Wulf 62e Hertog Jan 65e                    | De Librije 29e               |
| 2013 | El Celler de Can Roca ( Spanje)         | Noma ( Denemarken)                              | Osteria Francescana ( Italië)           | Mugaritz ( Spanje)                       | Eleven Madison Park ( Verenigde Staten)            | D.O.M ( Brazilië)               | Dinner by Heston Blumenthal ( Verenigd Koninkrijk) | Arzak ( Spanje)                                 | Steirereck ( Oostenrijk)                           | Vendôme ( Duitsland)                    | Hof Van Cleve 25e In de Wulf 72e Hertog Jan 78e                    | Oud Sluis 35e De Librije 57e |
| 2012 | Noma ( Denemarken)                      | El Celler de Can Roca ( Spanje)                 | Mugaritz ( Spanje)                      | D.O.M ( Brazilië)                        | Osteria Francescana ( Italië)                      | Per se ( Verenigde Staten)      | Alinea ( Verenigde Staten)                         | Arzak ( Spanje)                                 | Dinner by Heston Blumenthal ( Verenigd Koninkrijk) | Eleven Madison Park ( Verenigde Staten) | Hof Van Cleve 42e In de Wulf 92e                                   | Oud Sluis 21e De Librije 33e |
| 2011 | Noma ( Denemarken)                      | El Celler de Can Roca ( Spanje)                 | Mugaritz ( Spanje)                      | Osteria Francescana ( Italië)            | The Fat Duck ( Verenigd Koninkrijk)                | Alinea ( Verenigde Staten)      | D.O.M ( Brazilië)                                  | Arzak ( Spanje)                                 | Le Chateaubriand ( Frankrijk)                      | Per se ( Verenigde Staten)              | Hof Van Cleve 15e De Karmeliet 54e                                 | Oud Sluis 17e De Librije 46e |
| 2010 | Noma ( Denemarken)                      | El Bulli ( Spanje)                              | The Fat Duck ( Verenigd Koninkrijk)     | El Celler de Can Roca ( Spanje)          | Mugaritz ( Spanje)                                 | Osteria Francescana ( Italië)   | Alinea ( Verenigde Staten)                         | Daniel ( Verenigde Staten)                      | Arzak ( Spanje)                                    | Per se ( Verenigde Staten)              | Hof Van Cleve 17e                                                  | Oud Sluis 19e De Librije 37e |
| 2009 | El Bulli ( Spanje)                      | The Fat Duck ( Verenigd Koninkrijk)             | Noma ( Denemarken)                      | Mugaritz ( Spanje)                       | El Celler de Can Roca ( Spanje)                    | Per se ( Verenigde Staten)      | Bras ( Frankrijk)                                  | Arzak ( Spanje)                                 | Pierre Gagnaire ( Frankrijk)                       | Alinea ( Verenigde Staten)              | Hof van Cleve 26e                                                  | Oud Sluis 29e                |
| 2008 | El Bulli ( Spanje)                      | The Fat Duck ( Verenigd Koninkrijk)             | Pierre Gagnaire ( Frankrijk)            | Mugaritz ( Spanje)                       | The French Laundry ( Verenigde Staten)             | Per se ( Verenigde Staten)      | Bras ( Frankrijk)                                  | Arzak ( Spanje)                                 | Tetsuya's ( Australië)                             | Noma ( Denemarken)                      | Hof van Cleve 28e                                                  | Oud Sluis 42e                |
| 2007 | El Bulli ( Spanje)                      | The Fat Duck ( Verenigd Koninkrijk)             | Pierre Gagnaire ( Frankrijk)            | The French Laundry ( Verenigde Staten)   | Tetsuya's ( Australië)                             | Bras ( Frankrijk)               | Mugaritz ( Spanje)                                 | Le Louis XV ( Frankrijk)                        | Per se ( Verenigde Staten)                         | Arzak ( Spanje)                         | Hof van Cleve 14e                                                  | Oud Sluis 45e                |
| 2006 | El Bulli ( Spanje)                      | The Fat Duck ( Verenigd Koninkrijk)             | Pierre Gagnaire ( Frankrijk)            | The French Laundry ( Verenigde Staten)   | Tetsuya's ( Australië)                             | Bras ( Frankrijk)               | Le Louis XV ( Frankrijk)                           | Per se ( Verenigde Staten)                      | Arzak ( Spanje)                                    | Mugaritz ( Spanje)                      | Hof van Cleve 23e De Karmeliet 47e Comme Chez Soi 49e              | Oud Sluis 19e                |
| 2005 | The Fat Duck ( Verenigd Koninkrijk)     | El Bulli ( Spanje)                              | The French Laundry ( Verenigde Staten)  | Tetsuya's ( Australië)                   | Restaurant Gordon Ramsay ( Verenigd Koninkrijk)    | Pierre Gagnaire ( Frankrijk)    | Per se ( Verenigde Staten)                         | Tom Aikens ( Verenigd Koninkrijk)               | Jean Georges ( Verenigde Staten)                   | St John ( Verenigd Koninkrijk)          |                                                                    |                              |
| 2004 | The French Laundry ( Verenigde Staten)  | The Fat Duck ( Verenigd Koninkrijk)             | El Bulli ( Spanje)                      | L'Atelier de Joel Roubuchon ( Frankrijk) | Pierre Gagnaire ( Frankrijk)                       | Guy Savoy ( Frankrijk)          | Nobu ( Verenigd Koninkrijk)                        | Restaurant Gordon Ramsay ( Verenigd Koninkrijk) | Bras ( Frankrijk)                                  | Le Louis XV ( Frankrijk)                | De Karmeliet 48e                                                   |                              |
| 2003 | The French Laundry ( Verenigde Staten)  | El Bulli ( Spanje)                              | Le Louis XV ( Frankrijk)                | Jean Georges ( Verenigde Staten)         | Restaurant Gordon Ramsay ( Verenigd Koninkrijk)    | L'Arpege ( Frankrijk)           | Comme Chez Soi ( België)                           | Rockpool ( Australië)                           | L'Ambroisie ( Frankrijk)                           | Gramercy Tavern ( Verenigde Staten)     | Comme Chez Soi 7e De Karmeliet 22e                                 |                              |
| 2002 | El Bulli ( Spanje)                      | Restaurant Gordon Ramsay ( Verenigd Koninkrijk) | The French Laundry ( Verenigde Staten)  | Rockpool ( Australië)                    | Spoon Dex Iles ( Mauritius)                        | L'Auberge de L'Ill ( Frankrijk) | 1884 ( Argentinië)                                 | The Ivy ( Verenigd Koninkrijk)                  | Eigensinn Farm ( Canada)                           | Tetsuya's ( Australië)                  |                                                                    | The Supperclub 43e           |

## Lifetime Achievement award
Deze prijs wordt uitgereikt sinds 2005.
- 2018 - Gastón Acurio
- 2017 - Heston Blumenthal
- 2016 - Alain Passard
- 2015 - Daniel Boulud
- 2014 - Fergus Henderson
- 2013 - Alain Ducasse
- 2012 - Thomas Keller
- 2011 - Juan Mari Arzak
- 2010 - Eckart Witzigmann
- 2009 - Joël Robuchon
- 2008 - Gualtiero Marchesi
- 2007 - Alice Waters
- 2006 - Albert & Michel Roux
- 2005 - Paul Bocuse